# Aloysius Murwito

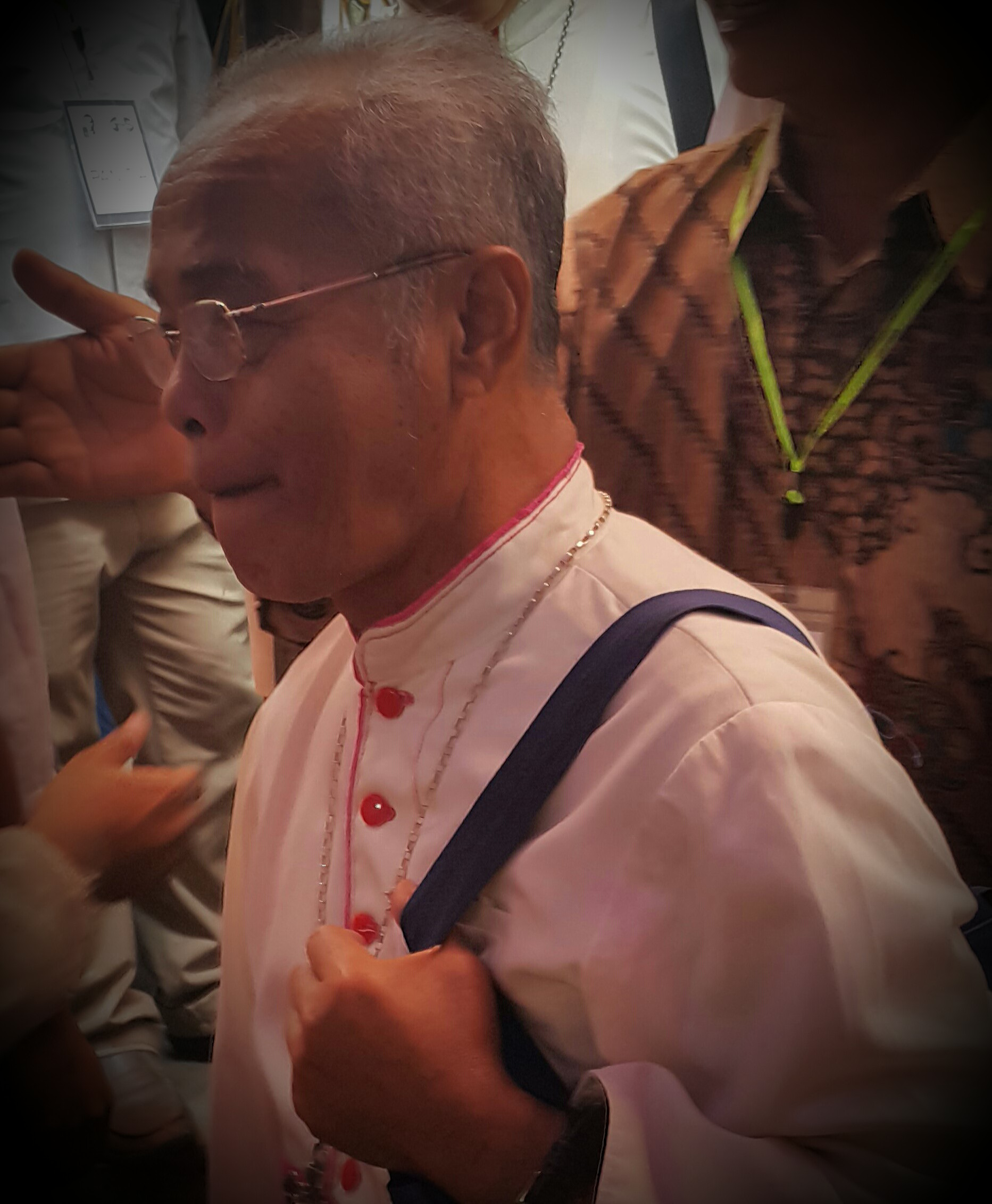
Aloysius Murwito, 2017

Aloysius Murwito OFM (* 20. Dezember 1950 in Sleman-Yogya) ist ein indonesischer Ordensgeistlicher und römisch-katholischer Bischof von Agats.

## Leben
Aloysius Murwito trat in die Ordensgemeinschaft der Franziskaner ein und empfing am 7. Juli 1982 das Sakrament der Priesterweihe.
Am 7. Juni 2002 ernannte ihn Papst Johannes Paul II. zum Bischof von Agats. Der Erzbischof von Merauke, Jacobus Duivenvoorde MSC, spendete ihm am 15. September desselben Jahres die Bischofsweihe; Mitkonsekratoren waren der emeritierte Bischof von Agats, Alphonsus Augustus Sowada OSC, und der Bischof von Jayapura, Leo Laba Ladjar OFM, sowie der Bischof von Manokwari-Sorong, Francis Xavier Sudartanta Hadisumarta OCarm.